# Suzanna Hamilton
Suzanna Hamilton (* 8. února 1960 Londýn, Anglie) je britská televizní herečka. Její první velký film byl Tess z roku 1979 od Romana Polanského, v kterém hlavní roli ztvárnila Nastassja Kinski.
Poprvé ve filmu hrála už ve 14 letech. Zajímavou roli ztvárnila v adaptaci utopického románu George Orwella 1984, uvedeném v témže roce, kde hrála Julii po boku Johna Hurta. Rok 1985 byl pro ni velice rušný. V tomto roce například hrála ve filmu Vzpomínky na Afriku, který režíroval Sydney Pollack. Od tohoto filmu hrála už jen v televizních filmech.